# Phosgene
Phosgene là một hợp chất hữu cơ với công thức hóa học COCl2. Một loại khí không màu, ở nồng độ thấp, mùi của nó giống như cỏ khô hoặc cỏ tươi.
Phosgene là một chất phản ứng công nghiệp có giá trị và là đơn vị khối xây dựng trong quá trình tổng hợp các dược phẩm và các hợp chất hữu cơ khác.
Ngoài sản xuất công nghiệp, một lượng nhỏ khí này xảy ra từ sự đổ vỡ và sự cháy của các hợp chất organochlorine, chẳng hạn như các chất được sử dụng trong các hệ thống làm lạnh. Chất này được đặt tên bằng cách kết hợp các từ Hy Lạp "phos" (sáng) and "genesis" (sinh ra); chứ không phải có nghĩa là nó có chứa phosphor (hay phosphine).

## Phản ứng
COCl2 có thể phản ứng với nước, tạo ra acid hydrochloric và carbon dioxide:
COCl2 + H2O → CO2 + 2HCl
COCl2 phản ứng với NH3 tạo ra urea:
COCl2 + 4NH3 → (NH2)2CO + 2NH4Cl

## Cấu trúc phân tử và tính chất cơ bản
Phosgene là một phân tử phẳng theo dự đoán của lý thuyết VSEPR. Khoảng cách C=O là 1.18 Å, khoảng cách C−Cl là 1.74 Å và góc Cl−C−Cl là 111.8°. Đây là một trong những axit chloride đơn giản nhất, được chính thức bắt nguồn từ axit cacbonic.Điều chế
Trong công nghiệp, phosgene được sản xuất bằng cách để carbon monoxit tinh khiết và khí clo đi qua một lớp than hoạt tính xốp với vai trò chất xúc tác:
CO + Cl2 → COCl2 (ΔHrxn = −107.6 kJ/mol)
Phản ứng là tỏa nhiệt, do đó lò phản ứng phải được làm mát. Thông thường, phản ứng được tiến hành giữa 50 và 150 °C. Nếu trên 200 °C, phosgene bị phân rã trở lại thành cacbon monoxit và clo, Keq(300 K) = 0.05. Sản lượng thế giới của hợp chất này ước đạt 2,74 triệu tấn trong năm 1989.
Vì vấn đề an toàn, phosgene thường được sản xuất và tiêu thụ trong cùng một nhà máy, và để chứa nó các nhà máy áp dụng các biện pháp đặc biệt. Nó được liệt kê trong kế hoạch 3 của Công ước Vũ khí Hóa học: Tất cả các địa điểm sản xuất điều chế chất này trên 30 tấn / năm phải khai báo cho Tổ chức Cấm Vũ khí Hóa học. Mặc dù ít nguy hiểm hơn nhiều vũ khí hoá học khác, chẳng hạn như sarin, phosgene vẫn được coi là một vũ khí hóa học khả thi bởi vì sản xuất nó rất dễ dàng khi so sánh với các yêu cầu sản xuất vũ khí hoá học tiên tiến hơn về mặt kỹ thuật chẳng hạn như tác nhân thần kinh thế hệ đầu tiên.

## Điều chế
Nhiệt phân diphosgene (trichloromethyl chlorocarbonat) thu được phosgene:
{\displaystyle {\ce {Cl-CO-OCCl3 ->[{t°}] 2COCl2}}}

## Sử dụng
Phosgene được dùng để sản xuất vàng ô,... theo phản ứng Friedel-Crafts.